# 雫...Shizuku
雫...Shizuku（しずく）は、日本のヴィジュアル系バンドである。名古屋を中心にインディーズで活動し、所謂「名古屋系」に分類される。「戦争（反戦）」をテーマにしていた。

## メンバー
- Vocal ： 醜吊/MITSURU（みつる） - 解散後は引退。
- Guitar ： 碑澄/HIZMI（ひずみ） - 解散後はMedicalTrancePeach、閃-hirameki-に加入。
- Guitar ： KATSU（かつ） - 後期に新加入したメンバー。解散後はMedicalTrancePeach、RAMARに加入。
- Bass ： 妖舞/YOHMA（ようま） - 解散後はMedicalTrancePeach、C-999に加入。
- Drums ： 紫楼/SHIRO（しろう） - 解散後はMedicalTrancePeach、C-999にサポートメンバーとして参加。

## 概要
1994年4月、元KIZ-ETUの醜吊と碑澄、元SILU:ETの妖舞と紫楼の4人によって結成。
同年7月に同じ事務所に所属していたROUAGEの全国ツアーにオープニングアクトとして参加（ROUAGEのRAYZIは元SILU:ET）。
同年11月にFANATIC◇CRISISとカップリングツアーを行う。
1995年8月25日、1stミニアルバム「月が闇に翳るとき･･･」をリリース。一ヶ月で5,000枚を完売。
1996年6月、ツアー「End Of The Lost Age」のファイナルで名古屋ボトムラインの最高動員数を更新。
1997年4月、Merry Go Roundとカップリングツアーを行う。
同年6月18日、LADIES ROOMのNAOプロデュースで1stフルアルバム「夢を忘れた遺伝子」をリリース。
1998年6月、KATSUが加入。5人体制になる。
1999年2月、解散。
1999年7月1日、HIZMI・KATSU・YOHMA・SHIROの4人が元Sleep My DearのKöHeyを迎えMedicalTrancePeachを結成（2001年5月5日に解散）。

## ディスコグラフィー

### シングル
- Lost Age （1996年2月15日：noir） - 3部作 第2弾作品。
- 赤い風と共に （1996年6月22日） - ツアー「End of the Lost Age-最終章-（名古屋ボトムライン）」配布。
- ～feel so.../Night's (second image) （1997年11月5日：マーキュリー・ミュージックエンタテインメント） - メジャー流通、平井光一プロデュース
- ・・・二為ルワ変レマ生二獣 （1997年11月4日：LISEUR） -  ツアー「･･･ニ為ルワ変レマ産ニ獣 FINAL（日清パワーステーション）」配布。
- HUMANOID （1998年2月27日） - ライブ「超高層の戦場 Vol.3（横浜CLUB24）」配布。
- 「Good bye my earth.」 （1999年4月29日：ダイキサウンド） - ラストシングル

### ミニアルバム
- 月が闇に翳るとき･･･ （1995年8月25日・1996年8月25日：YENBANYA） - 1stプレス完売につき、追加2ndプレス発売。
- "Digital"clock work age ～時計仕掛けの地球～ （1998年9月23日：日本コロムビア） - メジャー流通。5人編成での初作品。

### フルアルバム
- 夢を忘れた遺伝子 （1997年6月18日：マーキュリー・ミュージックエンタテインメント） - メジャー流通、初回盤にはボーナスディスクが付属。
- 戦争を知らない大人達 ～END OF THE Lost Age～Second Image （1998年5月5日：YENBANYA・7月18日：日本コロムビア） - リテイクアルバム。再リリース（メジャー流通）盤では1曲追加。

### 参加オムニバスアルバム
- Who's Next Cry-Max Pleasure Super ～Loud,Trance and Violence for Extacy～ （1995年5月24日：BMGビクター）
- COSMIC FIELDS （1995年6月1日・8月：YENBANYA） - プレスミスが見つかり回収。後に再リリース。
- THE END OF THE CENTURY ROCKERS Ⅱ （1996年6月21日：レヴェイユ/トライクル/テイチク）
- SHOCK WAVE '96 （1996年8月：音楽専科社）
- THE BEST OF réveil 〔deux〕 VISUAL ROCK BEST COLLECTION （1999年2月24日：レヴェイユ/テイチク）

### デモテープ
- Succubus （1994年11月14日：noir）
- 対人恐怖症 （1995年7月17日） - 名古屋MUSIC FARM（初ワンマンライブ）で配布。

### VHS
- Last Caution （1996年4月25日：YENBANYA） - 3部作 第3弾作品。PV収録。
- ～feel so･･･ 1997 "雫...Shizuku TOUR …ニ為ルワ変レマ産ニ獣" FINAL ｢NISSIN POWER STATION・'97.NOV.4」 （1998年2月10日） - ライブ「超高層の戦場 Vol.2（目黒鹿鳴館）」配布。

### 参加オムニバスVHS
- 1994/12/31 ラジオシティー オールナイトライブ - 配布。

- 1995 Last Live at Nagoya Diamond Hall （1996年：noir） - noirのイベントライブを収録。
- 8/29 覚醒の都 in 川崎クラブチッタ （1996年）
- BreakOut祭’97 （1997年10月22日） - 1997年8月29日に渋谷公会堂で行われたTV番組「BreakOut」のイベントライブを収録。

### 写真集
- Lost Age達に告ぐ･･･ （1996年1月15年） - 3部作 第1弾作品。

### その他
- END OF THE LOST AGE SINCE 1996 （1996年9月30年：バンダイ・ミュージックエンタテインメント） - 3部作をまとめた写真集・CD・VHS入り限定ボックス。メジャー流通されておりオリコンビデオチャートで18位を記録した。